# 名古屋市立野田小学校
名古屋市立野田小学校（なごやしりつ のだしょうがっこう）は、名古屋市中川区野田一丁目にある公立小学校。

## 歴史
1969年（昭和44年）4月1日、名古屋市立荒子小学校学区の名古屋市道八熊線以北を分離して同校分校として成立した。独立したのは1973年（昭和48年）になってのことであった。

### 児童数の変遷
『愛知県小中学校誌』（2018年）によると、児童数の変遷は以下の通りである。
| 1973年（昭和48年） | 660人 |  |
| 1977年（昭和52年） | 847人 |  |
| 1987年（昭和62年） | 717人 |  |
| 1997年（平成9年）  | 616人 |  |
| 2007年（平成19年） | 560人 |  |
| 2017年（平成29年） | 510人 |  |

## 通学区域
所管する名古屋市教育委員会は、2018年（平成30年）9月1日現在、中川区のうち、荒子一丁目・一柳通・開平町・上高畑二丁目・高畑一丁目・高畑四丁目・高畑五丁目・野田町・野田二丁目・柳田町の全域および打出一丁目・打中一丁目・上高畑一丁目・土野町・中須町・野田一丁目・野田三丁目・八田町・柳瀬町の各一部を通学区域として指定している。
また、卒業後の進学先は名古屋市立一柳中学校となっている。

## 交通アクセス
- 名古屋市営地下鉄東山線 高畑駅が最寄り駅である[WEB 1]。

### WEB
1. 1 2  名古屋市役所教育委員会事務局総務部企画経理課企画統計係 (2018年9月18日). “中川区の小・中学校一覧”.   名古屋市. 2018年11月14日閲覧。
2. ↑  中川区. “名古屋市立小・中学校の通学区域一覧（中川区）” (PDF).   名古屋市. 2023年2月6日閲覧。
3. ↑  中学校区一覧 (2018年4月1日). “市立小・中学校の通学区域一覧” (PDF).   名古屋市. 2023年2月6日閲覧。

### 文献
1. 1 2  中川区制50周年記念誌編集委員会 1987, p. 418.
2. ↑  六三制教育七十周年記念 愛知県小中学校誌 合同記念誌編集特別委員会 2018, p. 229.